# Amblycheila hoversoni
Amblycheila hoversoni är en skalbaggsart som beskrevs av Andrew Thomas Gage 1991. Amblycheila hoversoni ingår i släktet Amblycheila och familjen jordlöpare. Inga underarter finns listade i Catalogue of Life.